# Uruguay na Letních olympijských hrách 1952
Uruguay na Letních olympijských hrách 1952 ve finských Helsinkách reprezentovalo 32 sportovců (31 mužů a 1 žena) ve 9 sportech.

## Medailisté
| Medaile | Jméno                        | Sport     | Disciplína    |
| ------- | ---------------------------- | --------- | ------------- |
| Bronz   | Družstvo mužů                | Basketbal | Turnaj mužů   |
| Bronz   | Juan Rodríguez Miguel Seijas | Veslování | Muži dvojskif |